# 博讷伊 (安德尔省)
博讷伊（法語：Bonneuil，法語發音：[bɔnœj]）是法国安德尔省的一个市镇，位于该省西南部，属于勒布朗区。

## 地理
博讷伊（46°22'27"N, 1°13'34"E）面积11.41 平方千米，位于法国中央-卢瓦尔河谷大区安德尔省，该省份为法国中部省份，北起卢瓦-谢尔省，西北接安德尔-卢瓦尔省，西南接维埃纳省，南至克勒兹省和上维埃纳省，东临谢尔省。
与博讷伊接壤的市镇（或旧市镇、城区）包括：茹阿克、博略、沙亚克、蒂伊、圣马尔坦勒莫尔。

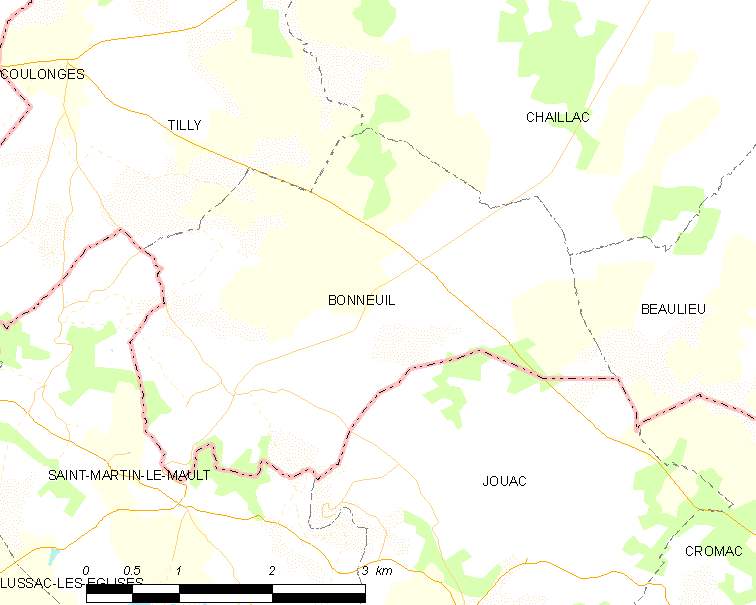
的OSM定位图

博讷伊的时区为UTC+01:00、UTC+02:00（夏令时）。

## 行政
博讷伊的邮政编码为36310，INSEE市镇编码为36020。

## 政治
博讷伊所属的省级选区为圣戈捷县。

## 人口

1962-2008年间人口变化图示

博讷伊于2022年1月1日时的人口数量为75人。